# Irské povstání z roku 1641

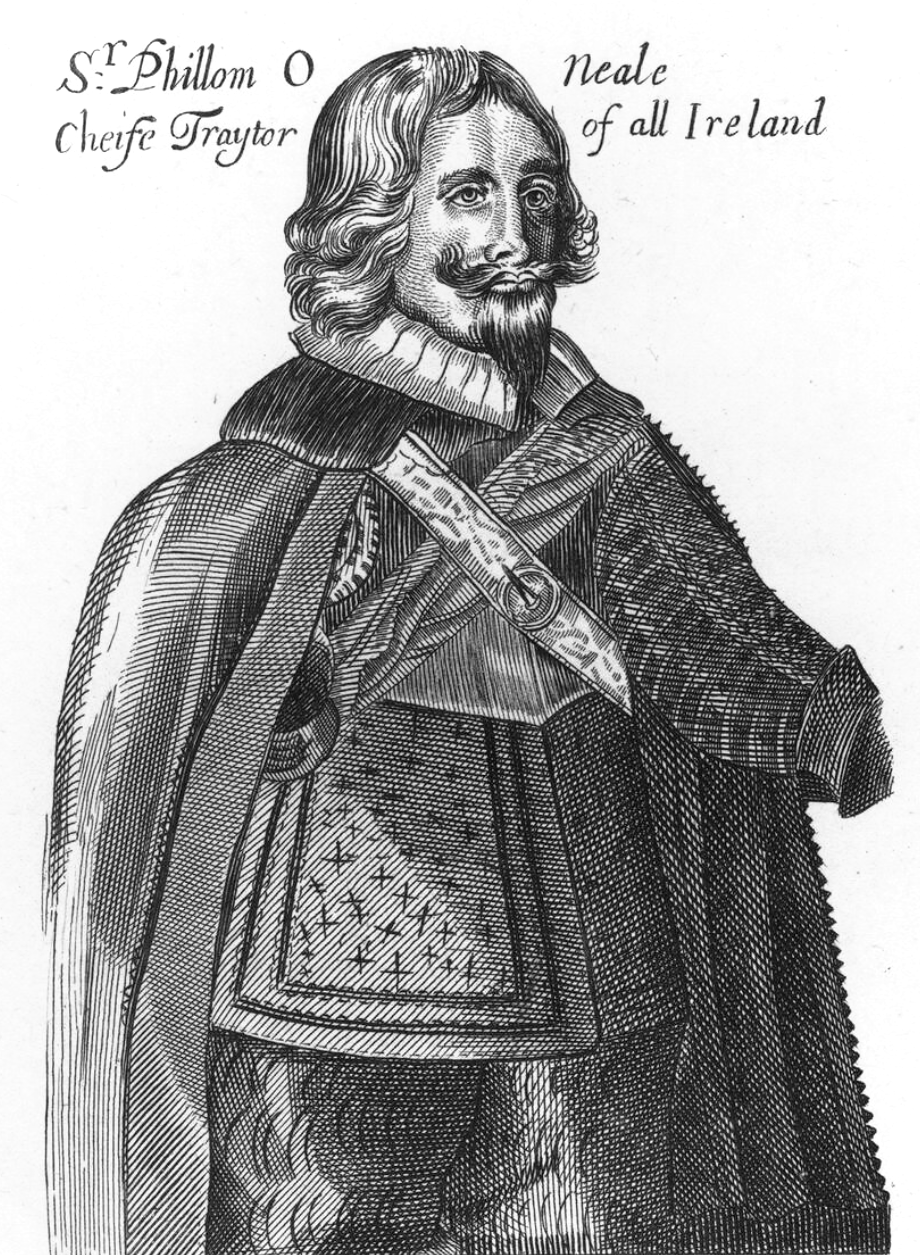
Vůdce rebelů Felim O'Neill

Irské povstání z roku 1641 (irsky Éirí Amach 1641) bylo povstání irských katolíků proti anglické protestantské nadvládě s požadavkem ukončení diskriminace katolicismu, větší irské samosprávy a restitucí pozemků zkonfiskovaných Angličany od 16. století. Povstalci chtěli rovněž zabránit možné invazi nebo převzetí moci protikatolickými anglickými podporovateli parlamentu (Roundheads, Parliamentarians) a skotskými kovenanty (Covenanters), kteří se v té době vzpírali králi Karlu I. Povstání začalo jako pokus o státní převrat katolickou šlechtou a vojenskými důstojníky, kteří se pokusili ovládnout anglickou administrativu v Irsku. Brzy však vypuklo rozsáhlé lidové povstání a etnický konflikt Irů s anglickými a skotskými protestantskými osadníky, což vedlo ke skotské vojenské intervenci. Rebelové nakonec založili Irskou katolickou konfederaci.
Povstání začalo 23. října. Plán na obsazení Dublinského hradu byl zmařen, ale rebelové rychle dobyli četná města a pevnosti v Ulsteru. Během několika dní ovládli většinu provincie. Vůdce rebelů Felim O'Neill vydal padělanou proklamaci, v níž tvrdil, že má královo požehnání, aby zajistil Irsko proti královým protivníkům. Povstání se rozšířilo na jih a brzy zachvátilo celý ostrov. V listopadu povstalci oblehli Droghedu a porazili anglické pomocné síly u Julianstownu. Následující měsíc se k povstání připojilo mnoho anglo-irských katolických lordů. V těchto prvních měsících – zvláště v Severním Irsku – někteří katoličtí rebelové vyhnali nebo zabili tisíce protestantských osadníků (zejména masakr v Portadownu) a osadníci reagovali stejnými čistkami. Zprávy o masakrech protestantů zanechaly trvalý otisk ve vědomí ulsterské protestantské komunity (dnes Severní Irsko).
Král Karel i anglický parlament se snažili povstání potlačit, ale parlament nesvěřil králi velení nad žádnou armádou, která k tomu byla zřízena. Návrh zákona, kterým si parlament uzmul pravomoc svolat a řídit ozbrojené síly, byl jedním z motivů následující anglické občanské války. Nakonec v dubnu 1642, po jednáních mezi anglickým a skotským parlamentem, poslali armádu do Irska Skotové (Covenanters). Rychle dobyla většinu východního Ulsteru, zatímco armáda místních protestantských osadníků kontrolovala severozápad Ulsteru. Vládní síly mezitím dobyly zpět velkou část Pale a držely oblast kolem Corku. Zbytek Irska byl pod kontrolou rebelů.
V květnu 1642 se irští katoličtí biskupové setkali v Kilkenny a prohlásili povstání za spravedlivou válku. Za účasti zástupců katolické šlechty se dohodli na vytvoření alternativní vlády známé jako Irská katolická konfederace. Povstání tak bylo první fází irských konfederačních válek a součástí širších válek tří království, které měly trvat dalších deset let.